# Palaeospongillidae
Palaeospongillidae é uma família de esponjas de água doce da ordem Haplosclerida.

## Gêneros
- Palaeospongilla Ott e Volkheimer, 1972